# Nicola Cosentino

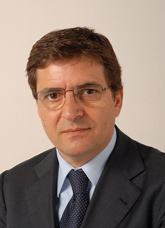
Nicola Cosentino, 2006

Nicola Cosentino (* 2. Januar 1959 in Casal di Principe) ist ein italienischer Politiker der Partei Popolo della Libertà. Er war Wirtschaftsstaatssekretär und trat am 14. Juli 2010 unter dem Verdacht zurück, er würde der Geheimloge P3 angehören.

## Leben
Cosentino wurde in Casal di Principe in der Nähe von Neapel geboren; er ist der Neffe von Giuseppe Russo, dem Oberhaupt der Familie Casalesi. Er war als Mitglied der Partito Socialista Democratico Italiano von 1978 bis 1980 Beirat einer Gemeinde, dann von 1980 bis 1995 Rechtsberater der Provinzverwaltung. 1995 wurde er für die Forza Italia in das italienische Parlament gewählt. 2005 kandidierte er für das Präsidentenamt der Provinz Caserta, unterlag aber Sandro De Franciscis, dem Kandidaten des Mitte-links-Bündnisses. Im April 2008 wurde er für Berlusconis Allianz Popolo della Libertà erneut in das italienische Parlament gewählt.
Nach dem Geständnis des Camorra-Paten Gaetano Vassallo ließ er im September 2008 gegen eine monatliche Zuwendung von 50.000 Euro die illegale Behandlung giftiger Abfälle zu. Im Jahr 2009 bemühte sich die Anti-Mafia-Kommission der Stadtverwaltung von Neapel beim italienischen Parlament um die Verhaftung Cosentinos, die aber vom zuständigen Parlamentsausschuss abgelehnt wurde.
Im Jahr 2010 war Cosentino in einen Skandal um Windenergieanlagen auf Sardinien verwickelt, in dessen Verlauf eine Organisation namens nuova P2, mit anderem Namen auch P3, aufgedeckt wurde. Dieser Name entstand angesichts einer mit der Geheimloge Propaganda Due in den 1970er und 1980er Jahren vergleichbaren Tätigkeit, der seinerzeit auch Silvio Berlusconi zugerechnet wurde. Vor dem römischen Gericht wurden mehrere Gesetzesverstöße verhandelt:
- Beeinflussung des Verfassungsgerichts, das Lodo Alfano für verfassungskonform zu erklären. Das als Lodo Alfano bezeichnete Gesetz sollte Berlusconi vor der Anklage in mehreren Gerichtsverfahren schützen und wurde letztendlich als nicht verfassungsgemäß und somit für ungültig erklärt.
- Unterstützung der Wiederzulassung der Regionalpartei "Per la Lombardia" zu den Regionalwahlen in der Lombardei. Die Partei war wegen Unterschriftenfälschung nicht zur Wahl zugelassen worden.
- Begünstigung der Ernennung von Alfonso Marra für das Berufungsgericht in Mailand
- Unterstützung der Kandidatur Cosentinos für das Amt des Präsidenten in Kampanien[7] durch eine Verleumdungskampagne gegen andere Kandidaten der Popolo della Libertà.

Von seinem Amt als Wirtschaftsstaatssekretär trat er am 14. Juli 2010 zurück, bleibt aber Regionalkoordinator seiner Partei in der Region Kampanien.
Am 12. Januar 2012 lehnte das Abgeordnetenhaus den Entzug der Immunität von Cosentino mit 309 zu 298 Stimmen ab.
Im Frühling 2013 wurde Cosentino festgenommen, aber wieder frei gelassen. Am 3. April 2014 wurde bekannt, dass Cosentino wegen Erpressung und Wettbewerbsverzerrung mit mafiösen Absichten verhaftet wurde. Die enge Verbindung zu dem Clan der Casalesi betrifft auch seine Brüder, die ebenso verhaftet und angeklagt wurden.